# Eupholidoptera megastyla
Eupholidoptera megastyla is een rechtvleugelig insect uit de familie sabelsprinkhanen (Tettigoniidae). De wetenschappelijke naam van deze soort is voor het eerst geldig gepubliceerd in 1939 door Willy Adolf Theodor Ramme.